# Макув (Лодзинське воєводство)
Макув (пол. Maków) — село в Польщі, у гміні Макув Скерневицького повіту Лодзинського воєводства.
Населення — 2014 осіб (2011).
У 1975-1998 роках село належало до Скерневицького воєводства.

## Демографія
Демографічна структура станом на 31 березня 2011 року:
|          | Загалом | Допрацездатний вік | Працездатний вік | Постпрацездатний вік |
| -------- | ------- | ------------------ | ---------------- | -------------------- |
| Чоловіки | 999     | 222                | 650              | 127                  |
| Жінки    | 1015    | 195                | 584              | 236                  |
| Разом    | 2014    | 417                | 1234             | 363                  |